# Yann Mabella
Yann Mabella, né le 22 février 1996 à Toulouse, est un footballeur international congolais. Il évolue au poste d'attaquant au RFCU Luxembourg.

## Biographie
En 2009, il intègre le pôle espoirs de Dijon, pour deux ans de préformation.
Le 14 avril 2016, Yann Mabella signe son premier contrat professionnel d'une durée de trois ans en faveur de l'AS Nancy-Lorraine.
Le 9 juin 2021, il participe à son premier match avec la sélection nationale du Congo (les Diables Rouges) contre le Niger.

## Statistiques
| Saison                | Club                       | Championnat           | Championnat | Championnat | Coupe nationale | Coupe nationale | Coupe de la Ligue | Coupe de la Ligue | Total | Total |
| Saison                | Club                       | Division              | M.          | B.          | M.              | B.              | M.                | B.                | M.    | B.    |
| 2014-2015             | AS Nancy-Lorraine          | Ligue 2               | 1           | 0           | -               | -               | -                 | -                 | 1     | 0     |
| 2015-2016             | AS Nancy-Lorraine          | Ligue 2               | 2           | 0           | 1               | 2               | 2                 | 0                 | 5     | 2     |
| 2016-2017             | AS Nancy-Lorraine          | Ligue 1               | -           | -           | -               | -               | -                 | -                 | 0     | 0     |
| 2017-2018             | LB Châteauroux (prêt)      | Ligue 2               | 9           | 2           | 3               | 1               | -                 | -                 | 12    | 3     |
| 2018-2019             | AS Nancy-Lorraine          | Ligue 2               | 2           | 0           | 1               | 0               | 1                 | 0                 | 4     | 0     |
| 2018-2019             | Tours FC                   | National              | 11          | 1           | -               | -               | -                 | -                 | 11    | 1     |
| 2019-2020             | Racing FC Union Luxembourg | Division Nationale    | 17          | 11          | 3               | 3               | -                 | -                 | 20    | 14    |
| 2020-2021             | Racing FC Union Luxembourg | Division Nationale    | 5           | 4           | -               | -               | -                 | -                 | 5     | 4     |
| Total sur la carrière | Total sur la carrière      | Total sur la carrière | 47          | 18          | 8               | 6               | 3                 | 0                 | 58    | 24    |

## Palmarès
- Champion de Ligue 2 en 2016 avec l'AS Nancy-Lorraine.